# 埃什帕尔古
埃什帕尔古是葡萄牙阿威罗区的一个堂区。总面积5.7平方公里，总人口1309人，人口密度229.6人/平方公里。